# منتزه فانسدا الوطني
المنتزه الوطني فانسدا، يعرف أيضا باسم المنتزه الوطني بانسدا،  هو المنطقة المحمية التي تمثل الغابات السميكة من منطقة دانجر وجنوب ولاية غوجارات، ويقع في فانسدا، منطقة نافساري من ولاية غوجارات، الهند. وبالضبط على ضفاف نهر أمبيكا وقياسه 24 تقريبًا كم مربع في المنطقة، ويقع المنتزه حوالي 65 كم شرق بلدة شيخالي على الطريق السريع الوطني 8، وحوالي 80 كم شمال شرق مدينة فالساد. فانسدا، هي المدينة التي اشتق منها اسم المنتزه، وهي مكان تجاري مهم للمنطقة المحيطة حيث يتشكل غالبية السكان من شعب الأديفاسي. يمر طريق فانسدا - ولاية واغاي السريع عبر المنتزه، وكذلك خط السكة الحديد الضيق الذي يربط أهوا ببليمورا.
تأسس في عام 1979 باعتباره منتزه وطني، ويمتد على منطقة الغابات النفضية مع وجود بساتين «الكاتا» الخيزران التي يعود سبب جمالها إلى عدم قطع الأشجار منذ عام 1952. يقع المنتزه في سلسلة جبال سهيادري الغربية، ويتميز بتشكيلة فريدة من نوعها من النباتات والحيوانات.
بصرف النظر عن الحديقة النباتية، تشمل بعض مناطق الجذب الأخرى مناطق القبائل المحلية «شلالات جيرا» و «مركز الحفظ». كجزء من تطوير السياحة البيئية، طورت حكومة ولاية غوجارات موقعًا للتخييم في كيلاد. يوجد أيضًا مركز لتربية الغزلان يحتفظ به نادي سورات الطبيعي في هذه المنطقة.
أفضل وقت للزيارة هو موسم ما بعد الرياح الموسمية حتى فصل الشتاء عندما تكون الغابات خضراء والجداول ممتلئة.

## الصور

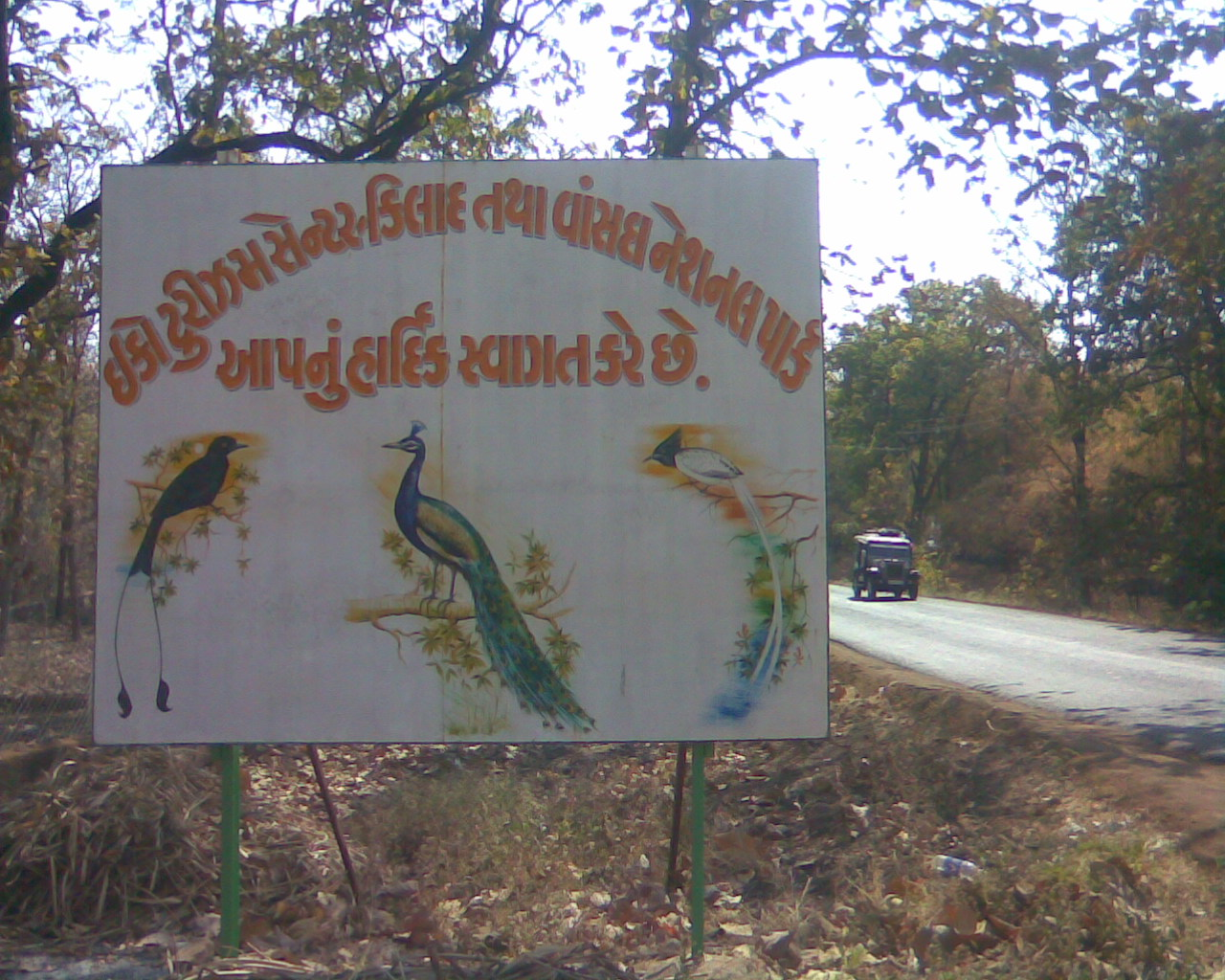
اللافتات عند المدخل
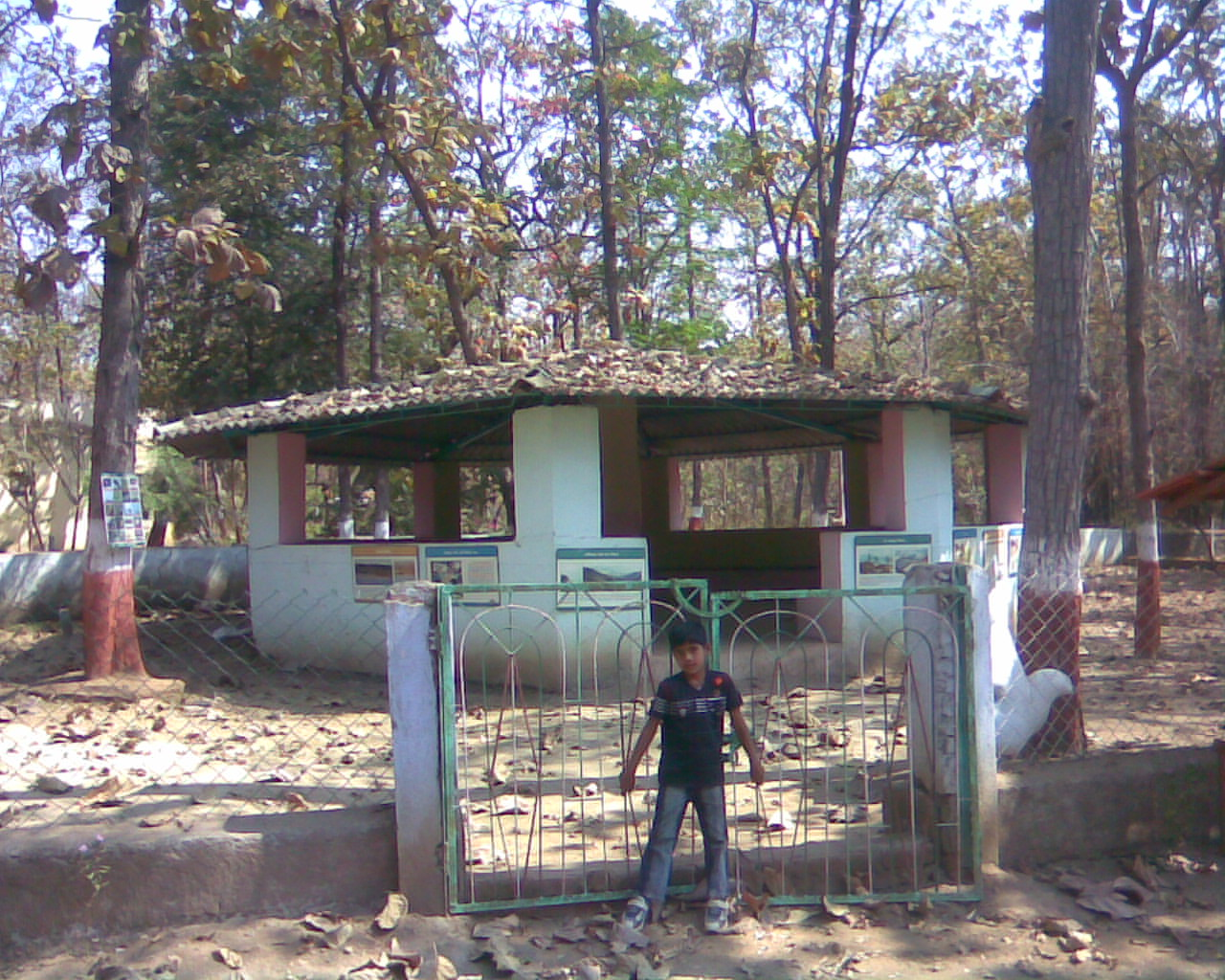
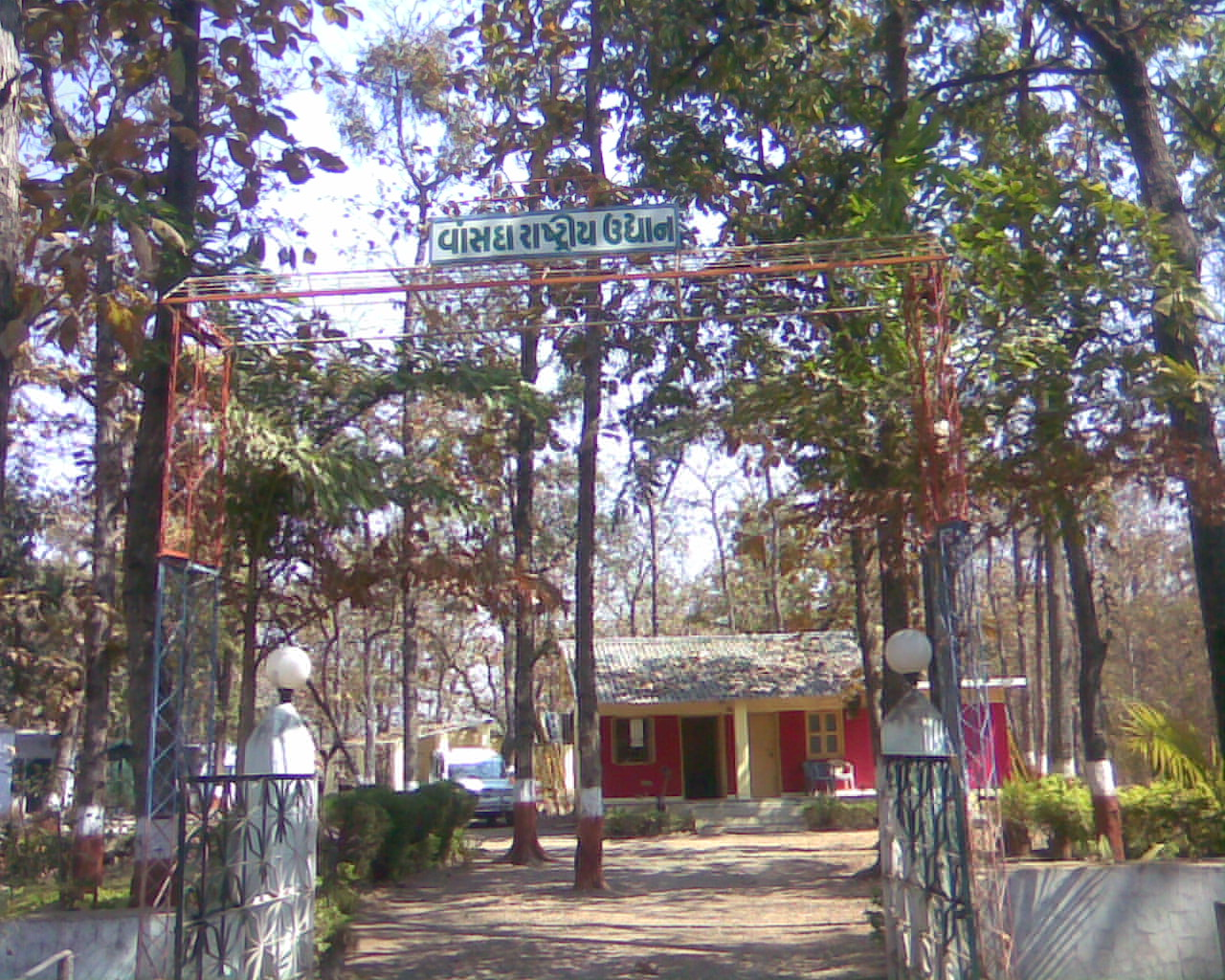
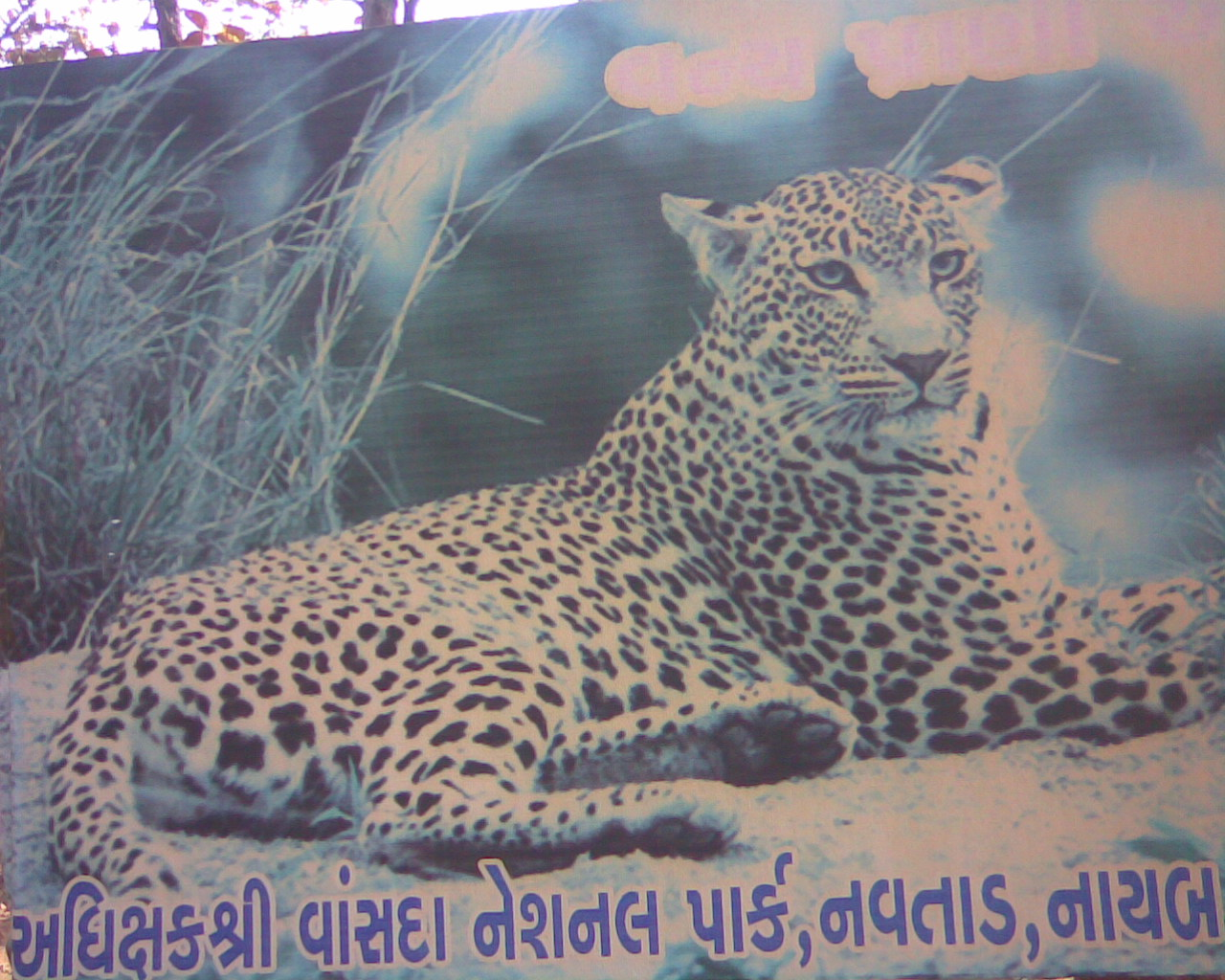
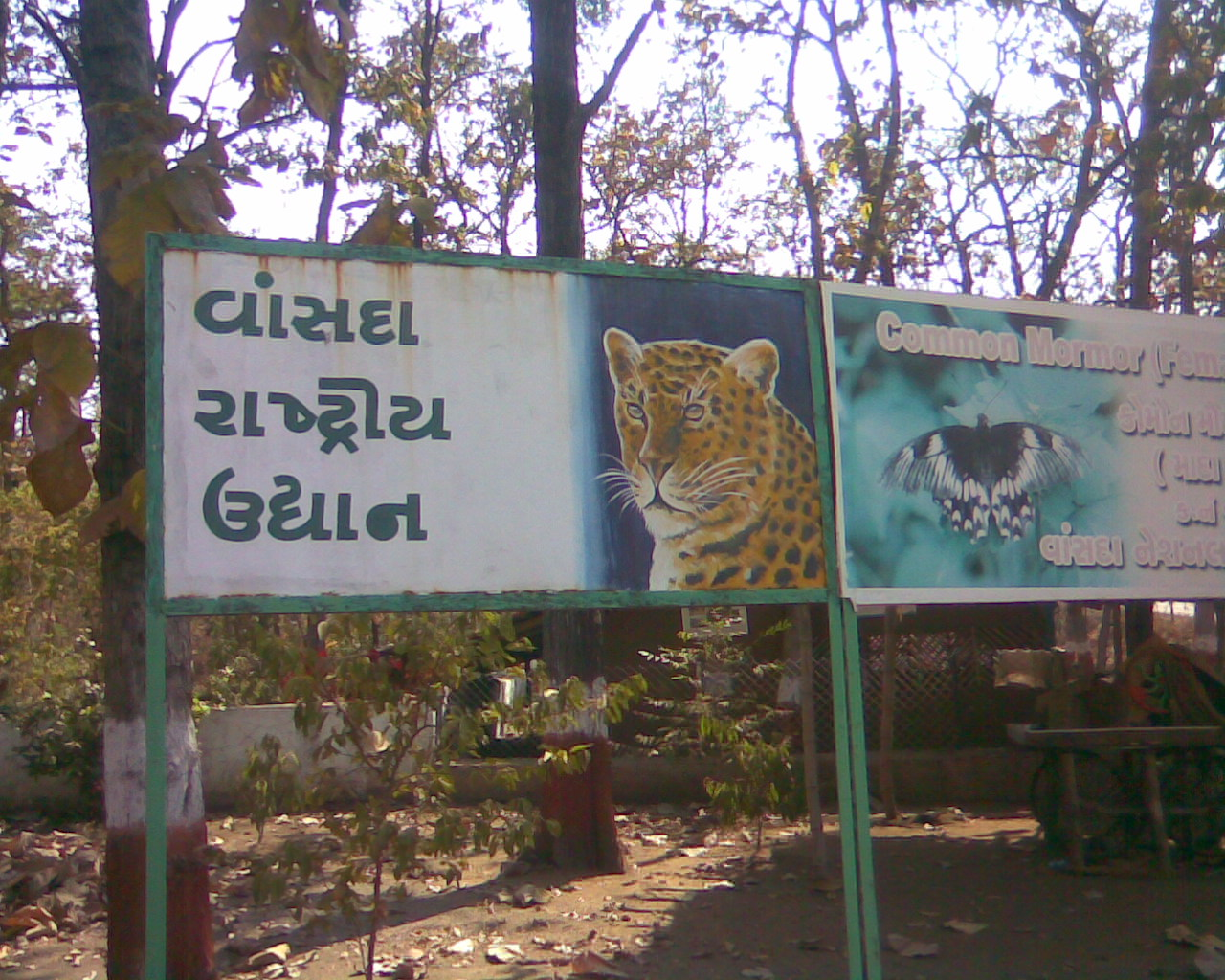
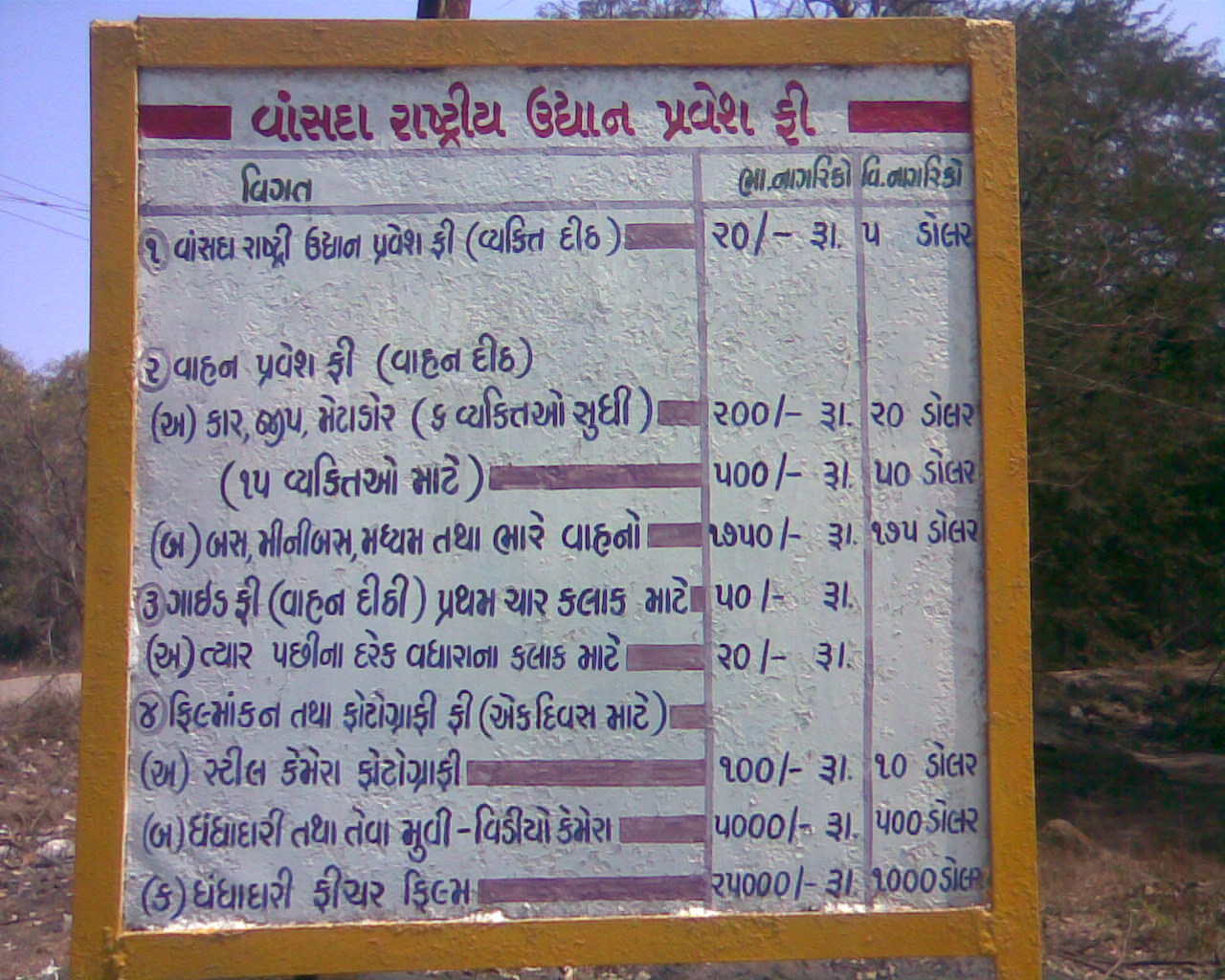
ثمن التذاكر

## روابط خارجية
- سياحة ولاية غوجارات: حديقة فانسدا الوطنية
- الصور ومعلومات الاتصال والحجز: Vansda National Park ، Surat ، Gujarat